# Federación Andaluza de Ajedrez
Esta Federación, creada en 1985, tiene la misión de organizar y promover el deporte del ajedrez en la comunidad autónoma de Andalucía. Está adscrita a la Federación Española de Ajedrez. Tiene su sede en Sevilla. La han dirigido como presidentes desde su creación: Rafael E. Cid Pérez, Ricardo Montecatine Ríos y Francisco Javier Rubio Doblas.
Está organizada territorialmente en ocho Delegaciones Provinciales, que mantienen cierta autonomía de funcionamiento: Almería, Cádiz, Córdoba, Jaén, Granada, Huelva, Málaga y Sevilla.

## Organigrama
- Asamblea General
- Comisión Delegada
- Presidente: Francisco Javier Rubio Doblas.
- Junta Directiva:

Vicepresidente 1.º	Javier Garrido Fernández
Secretario general	Ismael Nieto González	
Tesorero	        Jesús Chica Cáceres		 
Vocales:	 		 
Comité de Técnicos	Daniel Escobar Domínguez	 
Comité de Árbitros	Pedro Castilla Salinas	
Mujer y Ajedrez	        Isabel Gil Rodríguez	 	 
Delegación Córdoba	Irene Maestre Castro	
Delegación Almería	Miguel Álvarez Morales	 	
Delegación Cádiz	Francisco Manuel Fernández Montero	 	 
Delegación Granada	Manuel Orantes Martín	
Delegación Huelva	José Antonio Picallo Conde	 
Delegación Jaén	    José Luis Meco Benítez	 
Delegación Málaga	José Francisco Garret Martínez	 	 
Delegación Sevilla	Ricardo Montecatine Ríos

## Actividades
Su función principal es la organización, cada temporada anual, de las competiciones oficiales de Andalucía. Son las siguientes:

### Individuales
- Individual Absoluto, Individual B.
- Edades (Sub-18; Sub-16; Sub-14; Sub-12; Sub-10; Sub-8; Supra-50; Supra 65)
- Ajedrez Rápido.
- Ajedrez Relámpago.
- Veteranos.
- Copa Escolar de Andalucía.

### Por Equipos
- Escolar por Equipos.
- División de Honor formada por 16 equipos.
- Primera División Andaluza formada por 64 equipos.
- Divisiones Provinciales.
- Copa Escolar de Andalucía.
- Ajedrez Rápido.
- Ajedrez Relámpago.
- Copas Provinciales por Equipos.

## Ajedrecistas más destacados

### Históricos
- Alfonso Cerón (siglo XVI, Granada)

### Andaluces Contemporáneos
(GM,s; MI,s; Campeones Absolutos de Andalucía o España; elo oficial +24
- Ernesto Palacios de la Prida (Sevilla)

- Antonio Romero Briones (Sevilla)

- Juan Carlos Rodríguez Talavera (Sevilla)

- Manuel Rivas Pastor (gm,2567a, 2511i, Jaén, 1960)

- José Cuenca Jiménez (mf, 2486a, 2389i, Granada, 1987)

- Agustín García Luque (mi, CAbs, 2480a, 2373i, Sevilla, 1964)

- Ernesto Fernández Romero (mi, 2467a, 2442i, Málaga, 1983)

- Ricardo Montecatine Ríos (mf, CAbs, 2337a, 2297i, Sevilla, 1956)

- Ismael Terán Álvarez (mi, Sevilla, 1972)

- Enrique Rodríguez Guerrero (gm, Granada, 1983)

- Daniel Paz Ladrón de Guevara (mf, 2432a, 2366i, Málaga, 1979)

- Fernando Vega Holm (mi, Sevilla, 1968)

- Jesús Garrido Domínguez (CAbs, 2401a, 2343i, Sevilla, 1988)

- Daniel Escobar Domínguez (mf, 2395a, 2342i, Sanlúcar de Barrameda, 1975)

- Francisco Javier Cruz Ravina

- Francisco José Fernandez Barrera (CAbs, Jaén, 1965)

- Alejandro Moreno Trujillo (Jaén, 1985)

- Luis Fernández Siles (mf, CAbs, Granada, 1971)

José Miguel Ortega Ruiz
- José A. Salvador Rodriguez (CAbs., Granada, 1958)

Andrés Rodriguez Marquez (Córdoba, 1964)
- José María Manzano Orta (Huelva, 1956)

Vicente Gómez Polo (Málaga, 1955)
Juan Carlos Pérez Pardo (Cádiz, 1967)
- Juan Carlos Sánchez Jiménez (CAbs, Jaén, 1966)

- Francisco Javier Muñoz Moreno (CAbs, Málaga, 1954)

### Reconocidas como campeonas en la categoría Femenina
- Maria Adela Perera Borrego (2017 y 2019)
- Ana del Carmen Redondo Benavente (2018)
- María del Carmen Ordóñez Torres (2020)

### Forasteros asentados en Andalucía
(GM,s; MI,s; elo oficial +2400)
- Carlos Matamoros Franco (gm, Ecuador)
- Daniel Cámpora (gm, Argentina)
- Mihai Suba (gm, Rumania)
- Pia Cramling (gm, Suecia)
- Juan Manuel Bellón López (gm, España)
- Martin Lorenzini (2448FIDE, Argentina)
- José Carlos Ibarra Jerez (mi, España)

## Eventos internacionales de mayor relieve

### Históricos
- Campeonato del mundo de ajedrez (Sevilla, 1987)
- Torneo Montilla-Moriles (Córdoba)
- Torneo Internacional Peña El Sombrero (Málaga)
- Torneo Internacional Costa del Sol (Málaga)
- Torneo Internacional Radio Granada (Granada)
- Campeonatos de España celebrados en Andalucía
- Torneo Internacional de Dos Hermanas (Sevilla)
- Festival Internacional de Mancha Real (Jaén)
- Abierto Internacional Hotel Aníbal (Jaén)
- Open Internacional de Córdoba (Córdoba)
- Open Internacional de Albox (Almería)

### Torneos internacionales relevantes
Válidos para títulos o rating FIDE con numerosa o especial participación de maestros
- Torneo Internacional de Ajedrez Ciudad de Linares (Jaén)
- Open Internacional de Sevilla (Sevilla)
- Open Internacional Málaga de Ajedrez (Málaga)
- Abierto Internacional de ajedrez de Granada (Granada)
- Open Internacional de Roquetas de Mar (Almería)
- Open Internacional Ciudad de Motril (Granada)
- Open Internacional de El Ejido - Memorial Jorge Álvarez (Almería)
- Open Internacional Coria del Río (Sevilla)
- Open Internacional Ciudad de El Puerto (Cádiz)
- Open Internacional Círculo Mercantil (Sevilla)

### Torneos de ajedrez rápido relevantes
Amplia participación general o/y de maestros

#### Provincia de Almería
- Open Internacional Vicente Bonil
- Villa de Huércal-Overa
- Abierto Fiestas del Pescador de Carboneras
- Open Ciudad de Adra
- Torneo de Navidad de Vícar
- Open Feria de Almería
- Memorial Pedro Salas Caparros de Vera

#### Provincia de Cádiz
- Open Ciudad de San Fernando, el más importante de la provincia durante años, un torneo con mucha historia en el que han participado grandes jugadores.
- Open Ciudad de Sanlúcar
- Open Castillo de Luna de Rota
- Open Ciudad de Ubrique
- Open El Altillo School
- Open de Chiclana
- Ciudad de San Roque
- Open Ciudad de Cádiz
- Open Villa de El Gastor
- Open Ciudad de Algeciras

#### Provincia de Córdoba
- Abierto Ciudad de Baena
- Open Villanueva de Córdoba
- Torneo Internacional Villa de Rute
- Torneo Ciudad de Lucena
- Torneo Ciudad del Vino de Montilla
- Torneo Capitalidad Cultural 2016
- Torneo Virgen del Rosario-Nueva Carteya
- Memorial Antonio Regalon - Pozoblanco
- Torneo 1º de Mayo de Pozoblanco
- Torneo La Campiña-Subbética-Guadajoz
- Torneo Villa de Benamejí
- Torneo Ateneo Popular de Almodovar del Río

#### Provincia de Granada
- Open Villa de Salobreña
- Open Ciudad de Armilla
- Open de Güejar-Sierra
- Open Internacional Ciudad de Motril
- Open Villa de Pulianas
- Open Torrenueva en Fiestas
- Open Ciudad de Lanjarón
- Abierto Ciudad de Huétor-Vega
- Abierto Villa de La Zubia
- Abierto El Legado Andalusí
- Abierto Cooperativa Carchuna-La Palma
- Abierto Villa de Deifontes
- Open Las 4 Esquinas de Las Gabias
- Open Ciudad de Dúrcal
- Abierto Nocturno Ciudad de Maracena
- Open Villa Churriana de la Vega
- Open Villa de El Padul
- Open Villa de Gójar
- Open Villa de Ogíjares
- Abierto Fiestas de San Antonio de Motril
- Torneo Villa de Otura
- Torneo Abierto Dama de Baza

#### Provincia de Huelva
- Open Ciudad de Ayamonte
- Open Ciudad de Isla Cristina
- Open Villa de Aljaraque
- Open Playas de Cartaya
- Open Ciudad de Palos
- Open Ciudad de Punta Umbría
- Open Ciudad de Lepe
- Open Valverde del Camino
- Open Ciudad de Nerva

#### Provincia de Jaén
- Open Internacional Ciudad de Jaén
- Open Basilio Vela
- Open Grupo Visolmar Torredelcampo
- Memorial Manuel Rus
- Maratón Nocturno de Mengíbar

#### Provincia de Málaga
- Abierto Internacional Ciudad de Ronda
- Abierto de Torremolinos
- Abierto de ajedrez de Casabermeja
- Abierto Internacional de Antequera
- Abierto Rincón de la Victoria
- Memorial Miguel Bootello - Álora
- Abierto Villa de Alhaurín el Grande
- Open Vélez Torre Memorial Fco. García Toré
- Abierto Ciudad de Archidona
- Abierto de Almáchar
- Abierto Villa de Mollina
- Abierto Villa de Benamocarra
- Torneo Primavera de Ronda
- Abierto Nocturno Ciudad de Estepona
- Torneo de San Pedro de Alcántara
- Memorial Martín Carpena
- Open Ciudad de Marbella

#### Provincia de Sevilla
- Open Ciudad de Écija.
- Abierto Villa de Los Palacios.
- Festival de Alcalá de Guadaíra - Peña Oromana.
- Open Ciudad de Utrera.
- Abierto Torneo de Reyes Villa de Espartinas
- Open EADS-CASA.
- Torneo de San José de la Rinconada.
- Torneo Villa de Carrión.
- Torneo de San Bartolomé.
- Abierto Internacional Ciudad de Brenes.